# Darcythompsonia inopinata
Darcythompsonia inopinata är en kräftdjursart som beskrevs av Smirnov 1934. Darcythompsonia inopinata ingår i släktet Darcythompsonia och familjen Darcythompsoniidae. Inga underarter finns listade i Catalogue of Life.